# 타도코로 아즈사
타도코로 아즈사(일본어: 田所あずさ, 1993년 11월 10일 ~ )는 일본의 성우이자 가수이다. 2012년에 성우로 데뷔하였으며 2014년에 가수로 데뷔하였다.

## 출연 작품
- 아이카츠 - 키리야 아오이
- 아이카츠 스타즈 - 니카이도 유즈
- 아이카츠 프렌즈 - 카미시로 카렌
- 그래서 나는 H를 할 수 없다 - 메지요시 무네오, 여학생
- 극흑의 브룬힐데 - 타카토리 코토리
- 히메고토 - 히로
- 건전로봇 다이미다라 - 고야 세와시코
- 종말에 뭐하세요? 바쁘세요? 구해주실 수 있나요? - 크톨리 노타 세니오리스
- 반요의 야샤히메 - 모로하
- BanG Dream! - 세타 카오루